# Танков, Александр Семёнович
Александр Семёнович Танков  (род. 15 декабря 1953, Ленинград) — русский израильский поэт.

## Биография
Поэт Александр Танков — из семьи инженерно-технических работников. В 1975 году окончил Ленинградский электротехнический институт.
Писал стихи с раннего детства. В 1971 году был участником конференции молодых литераторов Северо-Запада (самый молодой участник). С начала 1970-х — участник, а с 2010 года — руководитель ЛИТО А. С. Кушнера. Член творческих союзов: Союза писателей Санкт-Петербурга (с 1993 года) и Союза российских писателей. В конце 90-х годов участвовал в работе сетевого журнала «Folio Verso», тогда же совместно с А. Машевским и Е. Елагиной входил в редколлегию журнала «Невский альбом».
А. Танков был председателем секции поэзии Союза писателей Санкт-Петербурга. Входил в редакционный совет журнала «Петербург». Стихи переведены на английский, литовский, китайский, словацкий языки.
С 2023 года живет в Израиле.

«У современной поэзии сегодня есть одно замечательное достоинство: по сравнению со всеми остальными искусствами она не востребована. Это огромное счастье. Вот есть у меня знакомый художник, он много чего может делать, но в Москве очень хорошо покупают написанные им баклажаны, и он с утра до вечера рисует эти баклажаны, потому что за них платят хорошие деньги. Многие музыканты то же самое делают. Они востребованы, поэтому это губительно для них.»
— Интервью с А. Танковым на радио «Свобода»

## Творчество
Автор книг стихов:
- «Имя снега» (СП.: Советский писатель, 1993).
- «На том языке» (СПб.: Теза, 1997).
- «Жар и жалость» (СП.: Геликон-плюс, 2003).[2][3]
- «Дежурный свет» (СП.: Геликон-плюс, 2008).[4]
- Монолог. Издательство Союза писателей С-Петербурга, 2012.[5]
- Хвала и слава. Стихотворения. Иркутск: Изд. Сапронов, 2013.[6]

Стихи публиковались в журналах «Новый мир», «Звезда», «Нева», «Аврора», «Знамя», «Искусство Ленинграда», «Всемирное слово», «Другие берега», «Интерпоэзия», а также в международном журнале «Крещатик», в журналах « Таллинн» и «Радуга» (Таллинн), «Новые берега» (Копенгаген), «22» (Тель-Авив), в коллективных сборниках.

## Награды
- 2004 г. Поэтическая премия имени Анны Ахматовой за 2004 год за книгу «Жар и жалость».
- 2014 г. Премия поэтического конкурса имени Бродского в номинации «Поэтический цикл»[7].